# ジョン・ミッチャム
ジョン・ミッチャム（John Mitchum、1919年9月6日 - 2001年11月29日） は、1940年代から1990年代までアメリカ合衆国の映画、テレビで活躍していた俳優及びミュージシャン。兄は同じく俳優のロバート・ミッチャム。

## 履歴

### 生い立ちとキャリア
彼は、母アン・ハリエット・ガンダーソンと、父ジェームズ・トーマス・ミッチャムの元、コネチカット州ブリッジポートで生まれた。父親のジェームスは、彼が生まれる7か月前に列車事故で亡くなっている。兄弟は、姉のジュリー・ミッチャム、そして、同じ俳優となった兄のロバート・ミッチャムがいる。
彼は、1947年から映画のエキストラなどで活動し始める。彼を有名にしたのは、1971年の映画『ダーティハリー』で、主人公ハリーの同僚フランク・ディジョージオ役であった。彼は、その後、『ダーティハリー2』、『ダーティハリー3』にも出演し、『3』では、ハリーの相棒を演じ殉職している。
1950年代からは、テレビドラマへの出演も多くなり、56年のドラマ『ドラグネット』、58年には西部劇『マーベリック』、CBSの犯罪ドラマ『名探偵ダイヤモンド』（デビッド・ジャンセン主演）、59年の西部劇『ララミー牧場』、61年の『名犬ラッシー』、『アンタッチャブル』、63年の西部劇『ローハイド』など、人気作品への出演を果たしている。
ミッチャムは俳優業の傍ら、実業家、作家、詩人、歌手、ギタリストとしても活躍した。実業家として、商船会社「United States Merchant Marine」の経営。作家として、1998年に自身の人生とキャリアを記した自伝『Them Ornery Mitchum Boys』を出版。また、音楽家としては、ダン・ブルッカーとアルバム『Our Land , Our Heritage』、個人名義の『America Be of Good Cheer』などがある。
ミッチャムは2001年11月29日、カリフォルニア州ロサンゼルスで、脳梗塞により死去。享年82歳。

## フィルモグラフィ

### 映画
- The Prairie (1947)
- Shed No Tears (1948)
- 『暗黒への転落』 Knock on Any Door (1949)
- The Devil's Sleep (1949)
- When Willie Comes Marching Home (1950)
- 『孤独な場所で』 In a Lonely Place (1950)
- 『生まれながらの悪女』 Born to Be Bad (1950)
- Right Cross (1950)
- 『太平洋航空作戦』 Flying Leathernecks (1951)
- 『太平洋の虎鮫』 Submarine Command (1951)
- The Pace That Thrills (1952)
- 『零号作戦』 One Minute to Zero (1952)
- 『ラスティ・メン/死のロデオ』 The Lusty Men (1952)
- 『第十七捕虜収容所』 Stalag 17 (1953)
- 『テキサスの白いバラ』 Lucy Gallant (1955)
- 『顔役時代』 The Rawhide Years (1955)
- Perils of the Wilderness (1956)
- 『戦塵』 The Bold and the Brave (1956)
- 『悪夢の殺人者』 Nightmare (1956)
- The Man Is Armed (1956)
- Man in the Vault (1956)
- 5 Steps to Danger (1957)
- Operation Mad Ball
- 『片目のシェリフ』 Black Patch (1957)
- Ride Out for Revenge  (1957)
- 『見知らぬ渡り者』 The Tall Stranger (1957)
- Up in Smoke (1957)
- 『嵐を呼ぶ銃弾』 Cole Younger, Gunfighter (1958)
- 『俺に近づくな』 Hell's Five Hours (1958)
- 『地獄部隊を撃て！』 Quantrill's Raiders (1958)
- 『鉛の弾丸(たま)をぶちかませ』 The Bonnie Parker Story (1958)
- 『暁の暴動』 Revolt in the Big House (1958)
- Johnny Rocco (1958)
- Guns, Girls, and Gangsters (1959)
- 『暗黒の大統領カポネ』 Al Capone
- 『ダッジ・シティ』 The Gunfight at Dodge City
- 『殴り込み海兵隊』 Battle Flame
- The Sergeant Was a Lady (1961)
- Hitler (1962)
- Cattle King (1963)
- 『マイ・フェア・レディ』 My Fair Lady (1964)
- 『狂った殺人計画』 Brainstorm (1965)
- 『セコンド/アーサー・ハミルトンからトニー・ウィルソンへの転身』 Seconds (1966)
- 『シャイアン砦』 The Plainsman (1966)
- 『エル・ドラド』 El Dorado (1966)
- 『消えた拳銃』 Warning Shot (1967)
- 『大西部への道』 The Way West (1967)
- Three Guns for Texas (1968)
- 『バンドレロ』 Bandolero! (1968)
- 『ペンチャー・ワゴン』 Paint Your Wagon (1969)
- 『チザム』 Chisum (1970)
- Bigfoot (1970)
- 『最後の弾丸』 One More Train to Rob (1971)
- Chandler (1971)
- 『ダーティハリー』 Dirty Harry (1971)
- Bloody Trail (1972)
- 『荒野のストレンジャー』 High Plains Drifter (1973)
- 『ダーティハリー2』 Magnum Force (1973)
- The World Through the Eyes of Children (1975)
- 『軍用列車』 Breakheart Pass (1975)
- 『アウトロー』 The Outlaw Josey Wales (1976)
- Pipe Dreams (1976)
- 『ダーティハリー3』 The Enforcer (1976)
- 『テレフォン』 Telefon (1977)
- Where's Willie? (1978)

### テレビ
- Your Jeweler's Showcase (1952)
- Fireside Theatre (1949-1955)
- 『百万＄貰ったら』 The Millionaire (1955)
- Judge Roy Bean (1956)
- 『警察犬キング』 Sergeant Preston of the Yukon (1956)
- 『空想科学劇場』 Science Fiction Theatre (1955-1956)
- The Adventures of Jim Bowie (1956)
- 『これがドラマだ』 Screen Directors Playhouse (1956)
- Zane Grey Theater (1956-1957)
- 『ドラグネット』 Dragnet (1956-1958)
- 『電撃戦用意!』 The Silent Service (1957)
- 『保安官ワイアット・アープ』 The Life and Legend of Wyatt Earp (1957)
- 『名犬リンチンチン（英語版）』 The Adventures of Rin Tin Tin (1957)
- 『パニック』 Panic! (1957)
- 『影なき男』 The Thin Man (1957)
- Death in Small Doses (1957)  ※テレビ映画
- 『ケーシー・ジョーンズ』 Casey Jones (1957)
- 『シカゴ特捜隊M』 M Squad  (1957-1958)
- State Trooper (1957-1958)
- 『スタジオ57』 Studio 57 (1957-1958)
- 『西部のパラディン』 Have Gun - Will Travel (1957-1962)
- 『折れた矢/ブロークン・アロー』 Broken Arrow (1958)
- Jane Wyman Presents The Fireside Theatre  (1958)
- 『ハリウッド劇場』 General Electric Theater (1958)
- 『スケルトン大笑劇場』 The Red Skelton Show (1958)
- Cool and Lam  (1958)
- 『シュリッツ・プレイハウス』 Schlitz Playhouse of Stars  (1958)
- 『レストレス・ガン』 The Restless Gun  (1958)
- 『マーベリック』 Maverick (1958)
- 『名探偵ダイヤモンド』 Richard Diamond, Private Detective (1958)
- 『弁護士ペリー・メイスン』 Perry Mason (1958-1963)
- 『幌馬車隊』 Wagon Train (1958-1963)
- 『空の王者スカイキング』 Sky King (1959)
- 『ダズマンＳ』 The D.A.'s Man (1959)
- 『皆殺しのトランペット』 Pete Kelly's Blues (1959)
- 『デビッド・ニーブン・ドラマ・シリーズ』 The David Niven Show (1959)
- 『殺人捜査線』 The Lineup (1959)
- 『西部の用心棒』 Hotel de Paree (1959)
- 『リバーボート』 Riverboat (1959-1960)
- 『早射ち保安官』 Tombstone Territory (1959-1960)
- 『ララミー牧場』 Laramie (1959-1960)
- The Clear Horizon (1960)
- 『胸に輝く星』 The Deputy (1960)
- 『ブロンコ』 Bronco (1960)
- 『ピーター・ガン』 Peter Gunn (1960)
- 『西部の反逆児』 The Rebel (1960)
- 『スリラー劇場』 Thriller (1960)
- 『名犬ラッシー』 Lassie (1961)
- 『リップコード（命知らずのスカイダイバー）』 Ripcord  (1961)
- 『スミスという男』 Whispering Smith (1961)
- 『アンタッチャブル』 The Untouchables (1961-1962)
- 『ミステリー・ゾーン』 Mystery Zone (1961-1964)
- 『ガンスモーク』 Gunsmoke (1961-1964)
- 『ボナンザ（カートライト兄弟）』 Bonanza (1961-1971)
- 『拳銃街道』 Tales of Wells Fargo (1962)
- 『第三の男』 The Third Man (1963)
- 『ダコタの男』 The Dakotas (1963)
- 『ローハイド』 Rawhide (1963)
- 『バージニアン』 The Virginian (1963-1970)
- Destry (1964)
- 『マンスターズ』 The Munsters (1965)
- 『荒野の流れ者』 Branded (1965)
- 『ラレード（西部の三匹）』 Laredo (1965)
- 『西部の流れ者 ジェシー・ジェームス』 The Legend of Jesse James (1965)
- 『腰抜け中隊F』 Troop (1965-1967)
- 『拳銃とペチコート』 Pistols 'n' Petticoats (1966)
- The Road West (1966)
- 『怪鳥人間バットマン』  Batman(1966-1967)
- 『チック・タックのフライマン』 Mr. Terrific (1967)
- 『アパッチ大平原』 Hondo (1967) ※別題：荒野のアパッチ
- 『猛烈アパッチ鉄道』 Iron Horse (1967)
- 『鬼警部アイアンサイド』 Ironside (1968-1971)
- 『特捜隊アダム12』 Adam-12 (1970)
- The Young Rebels (1970)
- 『奥様は魔女』 Bewitched (1970-1971)
- Do Not Fold, Spindle or Mutilate (1971) ※テレビ映画
- 『特捜追跡班チェイス』 Chase (1973)
- 『死を呼ぶスキャンダル』 Savage (1973) ※テレビ映画
- 『ドク・エリオット』 Doc Elliot (1973-1974)
- 『事件記者コルチャック』 Kolchak: The Night Stalker (1974)
- 『犯罪組織(シンジケート)』 The Hanged Man (1974) ※テレビ映画
- 『ポリス・ストーリー』 Police Story (1975)
- 『わが家は11人』 The Waltons (1975)
- 『ハワイの冒険』 Westwind (1975)
- 『大草原の小さな家』 Little House on the Prairie (1976)
- 『ザ・クエスト』 The Quest (1976)
- The Misadventures of Sheriff Lobo  (1979)
- 『Dr.刑事クインシー』 Quincy M.E. (1983)
- 『ミッドナイト・ゾーン』 Escapes (1986) ※テレビ映画
- 『エリオット・バーンズの帰還』 The Man Who Broke 1,000 Chains (1987) ※テレビ映画
- 『私立探偵ジェイク』 Jake Spanner, Private Eye (1989) ※テレビ映画
- A Family for Joe (1990) ※テレビ映画

※：テレビドラマの（）内の数字は、出演年度、及び出演期間のみの表示。